# ذوبة (مودية)

تعديل مصدري - تعديل

ذوبة هي إحدى قرى عزلة مودية بمديرية مودية التابعة لمحافظة أبين، بلغ تعداد سكانها 403 نسمة حسب تعداد اليمن لعام 2004.